# Peter Lynch
Peter Lynch, hoje aposentado, foi gestor do Fidelity Magellan Fund, o maior fundo de ações do mundo.

## Livros
Peter Lynch escreveu, com o co-autor John John Rothchild, três livros: "One Up on Wall Street" (ISBN 0671661035), "Beating the Street" (ISBN 0671759159), e "Learn to Earn". Este último, escrito para adolescentes.

## Filosofia para Investimentos
Lynch criou um conhecido mantra para investimento em ações: "Invista em o que você conhece". Este princípio é importante para investidores em ações que não tem tempo, ou não desejam, fazer estudos complexos sobre o mercado de ações. Uma vez que as pessoas geralmente conhecem bem determinadas empresas, ou produtos, ou mercados, Lynch desenvolve o conceito de que investir nessas empresas é o mais adequado.